# リザンクシア
リザンクシア （Lyzanxia）は、フランス・アンジェのデスラッシュ/スラッシュメタルバンド。ダヴィッドとフランクのポトヴァン兄弟が中心で、2人がメインボーカルを執っている。リザンクスィアという表記が用いられることもある。

## 略歴
1996年にダヴィッド・ポトヴァン（G,Vo）を中心に結成。結成後少しして、ダヴィッドの弟フランク・ポトヴァン（G,Vo）が加入。同年中に1stデモ『Rip My Skin』をリリースしている。ダヴィッドとフランク以外には、ベーシストとドラマーが一人ずついたが、その2名は固定されず、メンバーチェンジが行われつつ活動を本格化していく。1998年に、自主制作で1stアルバム『Lullaby』をリリース。同アルバムが好評で、フランス国内で大規模なツアーにも参加した。同ツアーは、フランス国内の約100か所を回る大きなもので、マノウォーやメガデス、エッジ・オブ・サニティ、フィア・ファクトリー、マシーン・ヘッド、デフトーンズらとの共演も果たした。
ツアー終了後、Trepan Recordsと契約。契約と同時期に、エグィル・ヴォイザン（B）、ウェルタス・キーリヤン（Ds）が加入。フレドリック・ノルドストロームをプロデューサーに迎えて作成された、2ndアルバム『Eden』を2000年にリリース。日本では、サウンドホリックから日本盤がリリースされた。2002年3月から再びフレドリックをプロデューサーに迎えて3rdアルバム制作に取り掛かるが、ウェルタスが足を骨折し、レコーディングから外れる。ウェルタスの代役として、スカーヴで活動し、後にソイルワークに加入するダーク・ヴェルビューレンが参加して、レコーディングが行われ、2003年に3rdアルバム『Mindcrimes』がリリース。日本では、キングレコードから2002年に先行発売された。
リリース後、ドラマーにガーエル・フェレ（Ds）が加入する。その後、エグィルが脱退し、ヴァンサン・ペルディカロ（B）が加入。2005年にはガーエルも脱退し、クレマン・デクロック（Ds）が加入。レーベルをリスナブル・レコードに移して、2006年に4thアルバム『UNSU』をリリース。2010年に5thアルバム『Locust』をリリースした。その後、クレマンが脱退し、クレマン・ルクセル（Ds）が加入した。
3rdアルバムに参加したダーク・ヴェルビューレンとダヴィッド、フランクのポトヴァン兄弟の3名は、サイドプロジェクトとして、プログレッシヴ・ブラックメタルバンド、Phaze Iを結成し、スカーレット・レコードからアルバムをリリースしている。

## メンバー
- ダヴィッド・ポトヴァン (David Potvin) - ギター、ボーカル

Phaze Iでも活動
- フランク・ポトヴァン (Franck Potvin) - ギター、ボーカル

Phaze Iでも活動
- ヴァンサン・ペルディカロ (Vincent Perdicaro) - ベース
- クレマン・ルクセル (Clément Rouxel) - ドラムス

### 旧メンバー
- エグィル・ヴォイザン (Eguil Voisin) - ベース
- ウェルタス・キーリヤン (Gweltaz Kerjan) - ドラムス
- ガーエル・フェレ (Gaël Féret) - ドラムス

ミサントロプで活動
- クレマン・デクロック (Clement Decrock) - ドラムス

### セッションメンバー
- ダーク・ヴェルビューレン (Dirk Verbeuren) - ドラムス

3rdアルバム『Mindcrimes』に参加
ソイルワーク、スカーヴ、Phaze Iで活動。イイルクーン、ナグルファーにも参加
- アントニー・シマーマ (Anthony Scemama) - ギター

ミサントロプで活動

## ディスコグラフィ
- 1996年 Rip My Skin (Demo)
- 1998年 Lullaby
- 2000年 エデン Eden
- 2003年 マインドクライムス Mindcrimes
- 2006年 ウンス UNSU
- 2010年 Locust